# Василиса Прекрасная (сказка)
Василиса Прекрасная — русская народная сказка и именование её главной героини. В сборнике «Народные русские сказки» Александра Николаевича Афанасьева версии этой сказки находятся под номерами: 104 («Василиса Прекрасная»); 219—226 («Морской царь и Василиса Премудрая»); 267—269 («Царевна-лягушка»). Одноимённые советские фильм (1939) и мультфильм (1977) имеют собственные сюжеты, основанные на сказке «Царевна-лягушка» (в них Василиса «Премудрая» стала «Прекрасной»).

## Сюжет
У одного купца умерла жена, с которой он прожил в супружестве 12 лет, оставив единственную дочь 8 лет — Василису. Перед смертью купчиха отдаёт дочери куклу со своим благословением. Эта кукла не простая: если дать ей поесть, то можно получить от неё помощь при неприятностях. Через некоторое время купец вторично женится на вдове с двумя дочерьми — сверстницами главной героини. Новая жена невзлюбила падчерицу, давая ей разные непосильные работы, но куколка выполняла всю работу за Василису. Когда главная героиня выросла, то к ней стали свататься все женихи города. Мачеха же всем отказывала:
 Не выдам меньшой прежде старших! 
Однажды купец надолго уехал из дома по торговым делам, и в это время, по желанию мачехи, семья перешла жить в другой дом, стоящий возле дремучего леса, в котором находилась избушка Бабы-Яги. Часто посылала мачеха Василису в лес, надеясь, что Баба-Яга встретит её и съест. Но девушка, благодаря руководству куколки, всегда избегала опасных путей.
Наконец, мачеха с дочками сговорились прямо отослать Василису в избушку Бабы-Яги за огнём, так как во время осенней женской работы (плетение, вязание и прядение), совершаемой ночью, нарочно потушили горящую свечу. Куколка, как обычно, пообещала заботиться о безопасности девушки, и та отправилась в дорогу.
По пути ей встретились три всадника: белый, красный и чёрный (по словам Бабы-Яги, это её слуги: день, солнце и ночь соответственно). На заборе же Бабы-Яги, сделанном из человеческих костей, были развешаны черепа, глаза которых освещали своим светом окрестности, как днём. Тут из лесу выехала и сама хозяйка: «в ступе едет, пестом погоняет, помелом след заметает». Выслушав просьбу главной героини, Баба-Яга потребовала от той под страхом смерти поработать для начала служанкой. По приказу голосом отворились ворота, а затем сами же и заперлись. Разные задания давала Василисе Баба-Яга, но та, благодаря помощи куколки, всё выполняла вовремя.
Ещё у Бабы-Яги были помощники — три пары рук, которые откликались и являлись на зов её голоса. Баба-Яга не стала объяснять, что это за пары рук:
 Я не люблю, чтоб у меня сор из избы выносили, и слишком любопытных ем! 
Через какое-то время Баба-Яга спросила главную героиню, как та умудряется так хорошо выполнять всю работу, и узнав, что причиной тому благословение её матери, вытолкала её вон, сказав:
 Убирайся же ты от меня, благословенная дочка! Не нужно мне благословенных. 
С собой же, вместо светильника, дала в дар один череп с горящими глазами. Хотела Василиса от него избавиться, но череп сказал, чтобы она этого не делала, а несла в дом мачехи. Там свет, исходящий из глазниц черепа, испепелил мачеху и её двух дочек. После происшедшего Василиса зарыла череп в землю и ушла в город, где поселилась у одной старушки, решив ждать возвращения отца там, и занялась прядением и ткачеством. Ткань в её руках получалась такой тонкой, что старушка как-то понесла её прямо в царский дворец. Царь же попросил сшить ему из этой ткани сорочки (то есть рубашки), что Василиса и сделала.
Оценив искусную работу, царь захотел лично увидеть и наградить мастерицу. Очарованный её красотою царь взял Василису в жёны. Вернувшийся из торгового путешествия отец Василисы остался жить при дворе. Старушку новая царица тоже взяла к себе, а помощницу-куколку до конца своих дней носила в кармане.

## Интерпретации
Белый, красный и чёрный всадники появляются в других историях про Бабу-ягу и часто интерпретируются как мифологические образы.
Как и многие фольклористы XIX века, Афанасьев рассматривает многие народные сказки как способы отображения природных явлений и стихий. Так он истолковал и эту сказку — как изображение конфликта между солнечным светом (Василиса), бурным ветром (мачеха) и тёмными тучами (сводные сёстры).
Кларисса Пинкола Эстес интерпретирует сказку как рассказ о женском раскрепощении, как путь главной героини от подчинения до силы и независимости. Баба-яга объясняется в качестве «необузданного феминного» принципа, от которого Василиса была отделена, но попав под его власть, повинуясь и научаясь самовоспитанию, она возрастает в процессе этого научения.
В связи с тем, что все труды куколки Василиса приписывает себе, то Михаил Эпштейн отмечает, что сказка представляет собой техноутопию, оправдывающую праздность и нечестность. Литературовед поясняет, что даже выйдя за царя, героиня куколку по конец жизни своей всегда носила в кармане. «Если вдуматься в мораль сказки, то она окажется сомнительной: вознаграждаются лень, ложь и насилие», — поясняет он.

## В популярной культуре
По мотивам сказки независимая студия из Санкт-Петербурга Baba Yaba Games в 2010-х годах начала разработку компьютерной игры «Василиса и Баба Яга» в жанре приключенческого хоррора. Первая демоверсия игры вышла в Steam и на VK Play в августе 2023 года. Выход полной версии состоялся 24 октября 2024 года.

## Галерея
Иллюстрации к сказке Ивана Яковлевича Билибина: